# Моя леди Зелёные рукава (рисунок)
«Моя леди Зелёные рукава» — акварель английского художника-прерафаэлита Данте Габриэля Россетти, созданная в 1859 году. В настоящее время работа находится в собрании Британского музея. Существует одноимённая картина Россетти, написанная маслом в 1863 году, с совершено другой композицией и образом героини.
Название акварели взято из английской фольклорной баллады «Зелёные рукава», известной с XVI века. В верхнем правом углу художник поместил ноты и две строки из этой песни.
Работа над акварелью была завершена в 1859 году. В книге Генри Мариллье о жизни и творчестве Россетти говорится, что Россетти был настолько раздосадован, прочитав отзывы нескольких критиков о своём произведении, что в итоге закрасил её фон, в итоге «испортив чудесную работу». На обратной стороне картины содержится карандашный набросок женской головы. 